# Desudaba maculata
Desudaba maculata är en insektsart som beskrevs av William Lucas Distant 1892. Desudaba maculata ingår i släktet Desudaba och familjen lyktstritar. Inga underarter finns listade i Catalogue of Life.